# 伊勢崎市立殖蓮小学校
伊勢崎市立殖蓮小学校（いせさきしりつ うえはすしょうがっこう）は、群馬県伊勢崎市にある公立小学校。

## 所在地
伊勢崎市上植木本町2763

## 学区
三和町、本関町、鹿島町、上植木本町および豊城町、上諏訪町、昭和町、宮前町の各一部（殖蓮地区のうち県道68以北）

## 学校周辺
- 新伊勢崎駅